# Chiltonia mihiwaka
Chiltonia mihiwaka is een vlokreeftensoort uit de familie van de Chiltoniidae. De wetenschappelijke naam van de soort is voor het eerst geldig gepubliceerd in 1898 door Charles Chilton.